# Arcadian
Arcadian är en irländsk-amerikansk actionthrillerfilm som hade premiär den 12 april 2024 i USA. Filmen är regisserad av Benjamin Brewer, efter ett manus skrivet av Michael Nilon.

## Handling
Filmen kretsar kring en far, Paul (Nicholas Cage), och hans tvillingsöner, Joseph och Thomas, som kämpar för att överleva på en bondgård belägen i slutet av världens ände.

## Rollista (i urval)
- Nicolas Cage – Paul
- Jaeden Martell – Joseph
- Maxwell Jenkins – Thomas
- Sadie Soverall – Charlotte
- Joe Dixon – Mr. Rose
- Samantha Coughlan – Mrs. Rose
- Joel Gillman — Hobson